# Umberto Nobile
Umberto Nobile (Lauro (Avellino), Itàlia, 21 de gener de 1885 - Roma, 30 de juliol de 1978) va ser un enginyer i explorador de l'Àrtida italià. És particularment recordat per haver dissenyat i pilotat el dirigible Norge el qual podria haver estat la primera aeronau a arribar al pol Nord i que va ser el primer a volar a través del casquet de gel polar des d'Europa a Amèrica. També dissenyà i pilotà el dirigible Italia amb aquesta segona expedició hi va haver un accident mortal que provocà un esforç internacional de rescat.

## Expedicions polars

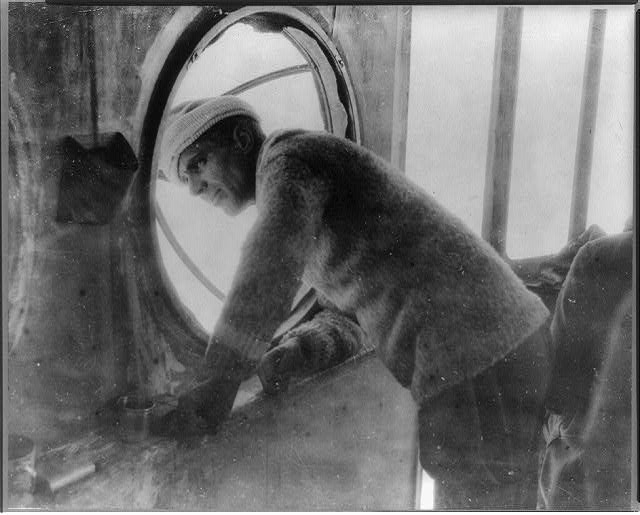
Umberto Nobile a la base d'Spitsbergen

### Norge
La tardor de 1925 l'explorador noruec Roald Amundsen cercà Nobile per col·laborar en un vol al Pol Nord junt amb l'aventurer i milionari Lincoln Ellsworth i el pilot Hjalmar Riiser-Larsen, però els seus avions van haver d'aterrar a la latitud 88 °N i sis homes quedaren atrapats pel gel durant 30 dies.
Amundsen va donar el nom de Norge (Noruega) al dirigible utilitzat en l'expedició. El 14 d'abril el dirigible partí d'Itàlia cap a Leningrad, parant primer a Pulham (Anglaterra) i Oslo. En el seu viatge cap a l'àrtic, la base era Ny-Ålesund a Svalbard (que pertany a Noruega).
L'expedició de Richard E. Byrd també pretenia arribar al Pol Nord. El 9 de maig Byrd i Floyd Bennett partiren amb el seu Fokker F-VII i tornà menys de 16 hores més tard dient que havia sobrevolat el Pol, Amundsen va ser un dels primers a felicitar-lo encara que Bennett després va reconèixer que mentí.
L'11 de maig de 1926, l'expedició del Norge sortí de Svalbard. 15 hores més tard, el dirigible volà sobre el Pol Nord i aterrà dos dies més tard a Teller, Alaska; els forts vents van fer impossible aterrar a Nome. Finalment Amudsen i Nobile entraren en controvèrsia.

### Italia
El dirigible de classe N3 Italia va ser equipat per a vols polars durant 1927-28. El finançament va ser a càrrec de la ciutat de Milà. El 23 de maig de 1928 inicià la seva ruta cap al Pol Nord pilotat per Nobile i essent també el cap de l'expedició. El 24 de maig el dirigible arribà al Pol Nord i quan pretenia tornar a Svalbard hi va haver una tempesta. El 25 de maig s'estavella contra el caquet de gel a uns 30 km al nord de Nordaustlandet (est de Svalbard). Dels 16 homes de la tripulació, 10 van ser llançats sobre el gel; els sis restants van quedar atrapats dins l'aparell; un dels homes sobre el gel, Pomella, morí per l'impacte; Nobile es trencà un braç, una cama i una costella a més d'un traumatisme al cap.
La tripulació salvà algunes coses de l'hidroavió incloent un transmissor de ràdio, una tenda i aliments. Amb el pas dels dies el gel a la deriva els portà a Foynøya i illes Broch

### Rescat
Diversos països incloent la Unió Soviètica, Noruega, Suècia, Finlàndia, i Itàlia emprengueren el primer rescat polar per mar i aire. També hi participaren de forma privada propietaris de vaixells. Fins i tot Roald Amundsen va deixar de banda les seves diferències amb Nobile i va participar en el rescat a bord d'un aeroplà francès, aquest avió va desaparèixer entre Tromsø i Svalbard, i més tard es van trobar els cossos d'Amundsen i el pilot René Guilbaud però no dels altres quatre membres de la tripulació.
Després d'un mes el primer a arribar al lloc de l'accident de l'Italia va ser un avió militar Fokker suec pilotat per Einar Lundborg. Lundborg refusà d'emportar-se a ningú més que a Nobile. Nobile va ser portat al camp base de l'Illa Ryss, quan Lundborg tornà tot sol per recollir a un segon supervivent, es va estavellar en aterrar i va quedar atrapat amb els altres cinc.
Després de 48 dies sobre el gel, el darrer dels cinc homes de la tripulació de l'Italia va ser rescatat pel trencagel soviètic Krasin.

### Carrera posterior
El 1931, Nobile deixà la Itàlia feixista per treballar durant 4 anys a la Unió Soviètica en programes aeronàutics. El 1936 va tornar a Itàlia i el 1939 anà als Estats Units per ensenyar aeronàutica a la Universitat de Lewis a Illinois. Va declinar l'oferiment de rebre la ciutadania dels Estats Units i tornà a Roma el 1942. Després se n'anà a Espanya fins que Itàlia es rendí als aliats el juliol de 1943.